# Nobuhiro Takeda (fotbollsspelare född 1967)
Nobuhiro Takeda, född 10 maj 1967 i Shizuoka prefektur, Japan, är en japansk tidigare fotbollsspelare.